# شركة الناقلات الإيرانية الوطنية
شركة الناقلات الإيرانية الوطنية (NITC) هي شركة تابعة لشركة النفط الإيرانية الوطنية، التي تمت خصخصتها في عام 2009. اعتبارًا من عام 2011، كانت مملوكة لصندوق الأموال الذي يدير معاشات التقاعد لـ 5 ملايين إيراني. تقوم الشركة بنقل الخام الإيراني إلى أسواق التصدير، كما تشارك في التجارة المتبادلة في شحنات النفط الخام لنحو 150 شركة نفط رئيسية في جميع أنحاء العالم، بما في ذلك رويال داتش شل وتوتال إس إيه وأرامكو السعودية والمنتجون الذين تديرهم الدولة في الكويت وأبو ظبي. تبلغ قدرة الشركة الوطنية الإيرانية للناقلات 11 مليون طن سنويًا.

## روابط خارجية
- شركة الناقلات الإيرانية الوطنية (الموقع الرسمي)
- قال زنجبار إن ناقلات النفط الإيرانية قالت إن إشارة خاطئة